# 加比蘭埃克斯 (加利福尼亞州)
加比蘭埃克斯（英語：Gabilan Acres）是位於美國加利福尼亞州蒙特雷縣的一個非建制地區。該地的面積和人口皆未知。

## 地理
加比蘭埃克斯的座標為36°45′19″N 121°37′10″W / 36.75528°N 121.61944°W，而該地的平均海拔高度為62米（即203英尺）。